# Fyrremejse
Fyrremejse (Poecile montanus eller Parus montanus) er en 11,5 centimeter stor spurvefugl, der yngler i skove i et bælte gennem Europa og Asien. I Danmark er arten indvandret i 1980'erne fra Tyskland og breder sig mod nord i Jylland. Den ligner sumpmejsen og kendes bedst på stemmen.

## Udseende
Fyrremejsens overside er grå eller brun med en matsort kalot på hovedet og et lyst vingefelt. Undersiden er gråhvid med sort "hagesmæk" og mere eller mindre brunlige flanker. Den underart af fyrremejse (Poecile montanus salicarius) der findes i Jylland har brunlig overside og grå kinder som sumpmejsen, mens underarten P. m. borealis i Sverige og resten af Skandinavien har grålig overside og hvidere kinder. Arten kendes bedre på stemmen.

## Stemme
Sangen lyder lidt som en af skovsangerens stemmer, nemlig en melankolsk faldende: tiu-tiu-tiu-tiu-tiu. Der kan også høres en havesanger-agtig pludren. Kaldet er et karakteristisk snerrende dææh-dææh-dææh, sommetider tsi-tsi-dææh-dææh-dææh.

## Udbredelse og underarter
Fyrremejsen er udbredt over størstedelen af Europa og desuden i det østlige Rusland, Mongoliet, nordlige Kina, Korea og Japan. Der er i alt beskrevet 14 underarter, hvoraf to er kendt fra Danmark, P. m. salicarius i Jylland og P. m. borealis som en sjælden gæst fra Sverige. Nominatformen P. m. montanus er udbredt i Alperne og i en del af Sydeuropa.
Arten er i Skandinavien knyttet til nåleskove, heraf dens danske navn.

### Ny dansk ynglefugl
Fyrremejsen ynglede for første gang i Danmark i 1977 i Gribskov, men forsvandt herfra igen. Fra 1981 blev arten for første gang med sikkerhed fundet ynglende i Sønderjylland og har siden bredt sig mod nord. Arten er standfugl, men strejfer lidt mere end sumpmejsen. Bestanden blev i 2011 vurderet til cirka 500 par.
Underarten Poecile montanus salicarius, der er udbredt i Syddanmark, yngler i løvskov eller blandskov på mager bund, f.eks. pile- eller birkekrat. Den findes også på tidligere heder tilgroet med løvskov.

## Føde
I yngletiden lever fyrremejsen især af insekter og edderkopper, mens den i resten af året også lever af frø. Den kan også æde pollen af pil og bævre-asp samt saften fra ahorn og birk. Frøene gemmes ligesom hos sumpmejsen ofte i barkrevner eller mellem mos som forråd til senere.

## Ynglebiologi
Fyrremejsen bygger ligesom mange andre mejser sin rede i naturlige huller i træerne eller i forladte spættehuller. Hunnen ruger de mellem syv og ni æg i 14 dage, og ungerne bliver fodret af begge forældrefugle i 16-19 dage.